# Словарь Уэбстера
Словарь Уэбстера (англ. Webster's Dictionary) — «Американский толковый словарь английского языка», созданный Ноем Уэбстером в первой половине XIX века.
Термином «словарь Уэбстера» обозначают также всю линейку словарей, созданных Уэбстером, а иногда и словари, созданные другими авторами, добавлявшими имя Уэбстера в названия своих словарей для придания им большего авторитета.

## Первое издание 1828 года
Ной Уэбстер (1758—1843), автор словарей и справочников, которые уже при жизни автора играли ведущую роль на американском книжном рынке, потратил десятилетия на исследования и составление своих книг. Его первый словарь, «A Compendious Dictionary of the English Language» («Краткий словарь английского языка»), вышел в 1806 году. В нём он впервые ввёл элементы, которые стали отличительной чертой будущих изданий, такие как американское написание слов (center вместо centre, honor вместо honour, program вместо programme, etc.), и включил технические термины из наук и искусств, не ограничивая словарь литературными терминами. Последующие два десятилетия он потратил на совершенствование своего словаря.
В 1828 году, в возрасте 70 лет, Уэбстер опубликовал свой «Американский словарь английского языка» («American Dictionary of the English Language», ADEL) в двух томах in-quarto, который включал в себя 70 000 статей, в отличие от всех ранее изданных словарей, каждый из которых содержал не более 58 000 статей. Было напечатано всего 2 500 экземпляров, по цене 20 долларов за два тома. Отчасти из-за относительно высокой цены книга плохо продавалась и не все экземпляры были сразу и единообразно переплетены. Позднее отдельные оригинальные экземпляры книги появлялись и в других переплётах.

## Последующие и современные издания
Словарь Merriam-Webster.

## В популярной культуре
- Словарь упоминается в «Беги, Крис, беги» — 19-й серии 14-го сезона анимационного сериала «Гриффины». В ней Крис как кандидат на роль короля школьного бала использует определение смегмы из словаря во время предвыборной речи[источник не указан 111 дней][значимость факта?].